# Барвинский, Виктор Александрович
Виктор Александрович Барвинский (28 октября 1885 — около 1940) — украинский советский историк, архивист. Ученик Д. Багалея.

## Биография
Родился в селе Базалиевка Волчанского уезда Харьковской губернии (ныне село Чугуевского района Харьковской области). Учился во 2-й гимназии в Харькове. Окончил историко-филологический факультет Харьковского университета (1909), оставлен при университете как профессорский стипендиат. Одновременно преподавал историю в средних образовательных заведениях Харькова. В 1915—1919 годах работал в библиотеке Харьковского университета. С 1919 года — приват-доцент университета, преподаватель Академии теоретических знаний, Харьковского института народного образования (1920—1924). Член Полтавской губернской учёной архивной комиссии и Харьковского историко-филологического общества.
С 1922 по 1929 — старший помощник библиотекаря в библиотеке Харьковского университета.
В 1922—1934 годах — настоящий член Научно-исследовательского института истории украинской культуры имени академика Д. Багалея, В 1923—1926 годах руководил исторической секцией. В 1926—1927 годах — внештатный сотрудник Комиссии по изучению западнорусского и украинского права при ВУАН.
Работал заведующим отделом архивоведения архивно-библиотечной секции Всеукраинского комитета охраны памятников искусства и старины и Центрального архивного управления (ЦАУ) УССР (1921-25), ученый архивист и инспектор-инструктор ЦАУ УССР. С 1929 года — заведующий Центрального архива древних актов в Харькове, позже — старший научный сотрудник архива. Исследовал историю Левобережной Украины XVII—XVIII веков, в том числе вопросы заселения и положения крестьян в тот период. Автор статей историко-этнографического и историографического характера, по вопросам архивного дела.
В 1937 году арестован по сфальсифицированным обвинениям, приговорён к 10 годам лишения свободы. Умер в заключении (Тайшетлаг ГУЛАГ НКВД СССР). Дата смерти неизвестна.

## Сочинения
- Крестьяне в Левобережной Украине XVII—XVIII ст. — Харків, 1909.
- Д. П. Миллер: Биогр. очерк. // Вестн. Харьков. ист.-филол. об-ва. — Вып.5. — Х., 1914.
- Замітки до історії мануфактури в Лівобережній Україні XVIII ст. // Наук. зб. Харків. наук.-дослід. каф. історії укр. культури. — № 2-3. — Х., 1926.
- До питання про індукту та евекту в Гетьманщині. — Наук. зб. Харків. наук.-дослід. каф. історії укр. культури. — № 6. — Х., 1927.
- Короткий нарис історії архівної справи на Україні та діяльності Укрцентрархіва за 1924 р. // Архівна справа. — 1925. — № 1.
- Архівознавство: Підручн. — Харків, 1932. (у співавт.)
- До 50-річчя заснування Харківського Центрального історичного архіву (1880—1930). «Архівна справа», 1930, № 3(14).
- До історії архівної справи в гетьманщині за часів Розумовського. «Радянський Архів», 1931, № 2(17).